# Жан Рене Лакост
Жан Рене Лакост (на френски: Jean René Lacoste) е френски тенисист от 1920-те и 1930-те години.

## Биография
Жан Рене Лакост е роден на 2 юли 1904 г. в Париж, Франция.
Почива на 12 октомври 1996 г.

## Кариера
Жан Рене Лакост е сред така наречените 4 „мускетари“ на френския тенис (Жак Брюньон, Анри Коше, Рене Лакост и Жан Боротра), които през периода от 1925 г. до 1933 г. девет пъти играят финал и пет пъти печелят Купа Дейвис.
Три пъти е шампион на Откритото първенство на Франция, два пъти на Уимбълдън и два пъти на Откритото първенство на САЩ. Печели бронзов медал за Франция от Летните олимпийски игри в Париж през 1924 г. на двойки с Жан Боротра.
През 1926 и 1927 г. е №1 в световния тенис. След оттеглянето си от професионалния тенис Лакост става капитан на отбора на Франция за Купа Дейвис за периода 1931 – 1933 г. През 1976 г. е включен в Международната тенис зала на славата.

## Lacoste
Освен като тенисист, Рене Лакост е известен и като дизайнер на известните тенис фланелки с марката Lacoste.
Когато през 1926 г. тенисистът печели Открития Шампионат на Америка, той носи революционна за времето си дреха: тениска с къс ръкав, изработена от бяла плетена материя, наречена „jersey petit piquét“, която попива влагата. Това е първата версия на специално създадено за спорт облекло в света, абсолютно различно от актуалното за епохата: тъкано, твърдо и с дълги ръкави. От своите почитатели Лакост е бил наричан Крокодила, а понякога дори Алигатора. Има различни обяснения за това, като едно от тях е свързано със суровия му характер и с поведението му на тенис-корта, както и с навика му никога да не оставя противника си да се измъкне и да го притиска докрай. Сред по-достоверните обяснения за псевдонима на тенисиста, е и историята, според която Рене Лакост се обзаложил с капитана на своя отбор дали може да спечели даден мач. Залогът бил куфарче от крокодилска кожа, изложено в магазин в Бостън. Във връзка с този облог американската преса измисля и налага на играча псевдонима Le Crocodile – Крокодила. Това се случва през 1927 г. по време на турнира за Купа Дейвис. По-късно приятел на Лакост на име Робърт Джоър рисува крокодилче, което бродира върху сакото за мачовете на Лакост. Когато през 1933 г. Жан Рене Лакост се оттегля от тениса, той основава La Société Chemise Lacoste, която започва да произвежда известните тенис фланелки лакост.

## Титли отГолемия шлемиКупа Дейвис

#### Титли на турнири от Голям шлем (7)
| година | турнир      | съперник     | резултат                           |
| ------ | ----------- | ------------ | ---------------------------------- |
| 1925   | Ролан Гарос | Жан Боротра  | 7 – 5, 6 – 1, 6 – 4                |
| 1925   | Уимбълдън   | Жан Боротра  | 6 – 3, 6 – 3, 4 – 6, 8 – 6         |
| 1926   | ОП САЩ      | Жан Боротра  | 6 – 4, 6 – 0, 6 – 4                |
| 1927   | Ролан Гарос | Уилям Тилдън | 6 – 4, 4 – 6, 5 – 7, 6 – 3, 11 – 9 |
| 1927   | ОП САЩ      | Уилям Тилдън | 11 – 9, 6 – 3, 11 – 9              |
| 1928   | Уимбълдън   | Анри Коше    | 6 – 1, 4 – 6, 6 – 4, 6 – 2         |
| 1929   | Ролан Гарос | Жан Боротра  | 6 – 3, 2 – 6, 6 – 0, 2 – 6, 8 – 6  |

#### Финали на турнири отГолям шлем(3)
| година | турнир      | съперник    | резултат                          |
| ------ | ----------- | ----------- | --------------------------------- |
| 1924   | Уимбълдън   | Жан Боротра | 1 – 6, 6 – 3, 1 – 6, 6 – 3, 4 – 6 |
| 1926   | Ролан Гарос | Анри Коше   | 2 – 6, 4 – 6, 3 – 6               |
| 1928   | Ролан Гарос | Анри Коше   | 7 – 5, 3 – 6, 1 – 6, 3 – 6        |

#### Титли на турнири от Голям шлем на двойки (3)
| Година | Турнир      | Партньор    | Съперници                 | Резултат                           |
| ------ | ----------- | ----------- | ------------------------- | ---------------------------------- |
| 1925   | Ролан Гарос | Жан Боротра | Анри Коше Жак Брюньон     | 7 – 5, 4 – 6, 6 – 3, 2 – 6, 6 – 3  |
| 1925   | Уимбълдън   | Жан Боротра | Джон Хенеси Реймънд Кейси | 6 – 4, 11 – 9, 4 – 6, 1 – 6, 6 – 3 |
| 1929   | Ролан Гарос | Жан Боротра | Анри Коше Жак Брюньон     | 6 – 3, 3 – 6, 6 – 3, 3 – 6, 8 – 6  |

#### Финали на турнири от Голям шлем на двойки (1)
| Година | Турнир      | Партньор    | Съперници             | Резултат                          |
| ------ | ----------- | ----------- | --------------------- | --------------------------------- |
| 1927   | Ролан Гарос | Жан Боротра | Анри Коше Жак Брюньон | 6 – 2, 2 – 6, 0 – 6, 6 – 1, 4 – 6 |

#### Финали на турнири от Голям шлем на смесени двойки (2)
| Година | Турнир | Партньор       | Съперници                  | Резултат            |
| ------ | ------ | -------------- | -------------------------- | ------------------- |
| 1926   | ОП САЩ | Хейзъл Уайтман | Жан Боротра Елизабет Райън | 4 – 6, 5 – 7        |
| 1927   | ОП САЩ | Хейзъл Уайтман | Анри Коше Айлин Бенет      | 2 – 6, 0 – 6, 3 – 6 |

### Титли на отборни първенства (2)
| Година | Турнир                      | Съотборници                                     | Съперници                                                | Резултат |
| 1927   | Купа Дейвис Домакин САЩ     | Жан Боротра Жак Брюньон Анри Коше Пиер Жилу (к) | Франк Хънтър Бил Джонстън Уилям Тилдън Чарлс Гарланд (к) | 3 – 2    |
| 1928   | Купа Дейвис Домакин Франция | Жан Боротра Анри Коше Пиер Жилу (к)             | Франк Хънтър Джон Хенеси Уилям Тилдън Джоузеф Уеър (к)   | 4 – 1    |

### Финали на отборни първенства (2)
| Година | Турнир                  | Съотборници                                     | Съперници                                                  | Резултат |
| 1925   | Купа Дейвис Домакин САЩ | Жан Боротра Макс Декюжи (к)                     | Винсънт Ричардс Бил Джонстън Уилям Тилдън Норис Уилямс (к) | 0 – 5    |
| 1926   | Купа Дейвис Домакин САЩ | Жан Боротра Жак Брюньон Анри Коше Пиер Жилу (к) | Винсънт Ричардс Бил Джонстън Уилям Тилдън Норис Уилямс (к) | 1 – 4    |